# Eczacıbaşı Spor Kulübü 2013-2014 (pallavolo femminile)
Questa voce raccoglie le informazioni riguardanti la Eczacıbaşı Spor Kulübü nella stagione 2013-2014.

## Stagione
La stagione 2013-2014 vede il tecnico italiano Lorenzo Micelli alla guida del club per la quarta annata consecutiva. Per rinforzare la squadra si registrano ben otto movimenti in entrata durante l'estate. Arrivano giocatrici di calibro internazionale come Christa Harmotto, Denise Hanke, Wang Yimei ed Helena Havelková; nel mercato locale vengono invece ingaggiate Şeyma Ercan e Selin Uygur, rispettivamente dal Beşiktaş e dallo Yeşilyurt; dalle giovanili vengono promosse in prima squadra Arelya Karasoy e Hande Baladın. In uscita i nomi importanti sono quelli di Özge Kırdar e Ljubov' Sokolova, accanto ai quali si segnalano i prestiti delle giovani Melis Durul, Gözde Yılmaz e Ceylan Arısan, tutte al Sarıyer, oltre alla cessione della serba Aleksandra Petrović.
La prima gara stagionale si gioca il 2 ottobre 2013: l'Eczacıbaşı incontra il VakıfBank in Supercoppa turca, uscendo sconfitto al tie-break, dopo una gara molto equilibrata.
Il 20 ottobre le arancio-grigio-bianche esordiscono in campionato in casa del Beşiktaş, vincendo con un secco 3-0. La prima sconfitta in campionato arriva alla quarta giornata, nuovamente ad opera del VakıfBank. Nelle restanti gare del girone d'andata la squadra colleziona cinque successi consecutivi, prima di perdere i due scontri diretti contro il Beşiktaş ed il Galatasaray. La parentesi poco positiva prosegue anche nella prima gara del girone di ritorno, con la sconfitta casalinga subita dal Beşiktaş. Dopo due vittorie consecutive, le arancio-grigio-bianche perdono il terzo scontro diretto col VakıfBank, a seguito del quale arrivano sei vittorie nelle ultime sette gare di regular season: l'unica arriva nello scontro diretto col Fenerbahçe. Con 53 punti l'Ezcacıbaşı accede ai play-off come testa di serie numero 3. Dopo aver lasciato un solo set all'İlbank nei quarti di finale, la squadra esce di scena in semifinale, eliminata con un doppio 3-1 dal Fenerbahçe.
In Coppa di Turchia l'Ezcacıbaşı entra in gioco ai quarti di finale, dove elimina agilmente il Bursa BB, qualificandosi alla Final-four. Durante la fase finale del torneo, però, perde la prima partita in cinque set col Fenerbahçe, per poi cedere in tre set nel secondo incontro col VakıfBank; vince così solo il terzo ed ormai ininfluente match col Galatasaray, chiudendo in terza posizione.
Inserite nel Girone D di Champions League, con le francesi del RC Cannes, le tedesche dello Schweriner e le ceche del Prostějov, le arancio-grigio-bianche si esprimono benissimo, centrando la qualificazione da prime del girone a punteggio, lasciando un solo set per strada. Nel gennaio 2014, a causa dell'indisponibilità per infortunio di Christa Harmotto, il club torna sul mercato ed ingaggia la brasiliana Andressa Picussa, impiegata principalmente nella competizione europea, anche a causa dei limiti per le straniere in campo nelle gare domestiche. Sia ai play-off a 12 che ai play-off a 6, l'Ezcacıbaşı si sbarazza facilmente delle avversarie, eliminando prima le polacche dell'Atom Trefl Sopot e poi le russe dell'Omička. In Final-four si interrompe immediatamente l'imbattibilità nella competizione: nel derby di semifinale col VakıfBank le arancio-grigio-bianche vengono sconfitte per 3-1. Nella finale per il terzo posto incontrano le padrone di casa, le azere del Rabitə Baku, dalle quali rimediano un'altra sconfitta, questa volta per 3-0.

## Organigramma societario
Area direttiva
- Presidente: Faruk Ezcacıbaşı
- Vicepresidente: Osman Erdal Karamercan
- Segretario generale: Mustafa Sait Basmacı
- Dirigenti: Sedat Birol, Bülent Avcı, Cem Tanrıkılıcı, Atalay Muharrem Gümrah, Okşan Atilla Sanön, Ali Atalık

Area tecnica
- Allenatore: Lorenzo Micelli
- Assistente allenatore: Alper Hamurcu , Ömer Ertik
- Statistico: Yunus Öçal

## Rosa
| N° | Nome             | Ruolo | Data di nascita   | Nazionalità sportiva |
| -- | ---------------- | ----- | ----------------- | -------------------- |
| 1  | Senna Ušić       | S     | 14 maggio 1986    | Croazia              |
| 2  | Gülden Kayalar   | L     | 5 dicembre 1980   | Turchia              |
| 3  | Aybüke Özdemir   | C     | 15 giugno 1996    | Turchia              |
| 4  | Hande Baladın    | C     | 11 settembre 1997 | Turchia              |
| 4  | Nagihan Yıldırım | S     | 1º gennaio 1995   | Turchia              |
| 5  | Selin Uygur      | C     | 18 agosto 1992    | Turchia              |
| 6  | Andressa Picussa | C     | 22 luglio 1989    | Brasile              |
| 7  | Wang Yimei       | S     | 11 gennaio 1988   | Cina                 |
| 8  | Asuman Karakoyun | P     | 16 luglio 1990    | Turchia              |
| 9  | Büşra Cansu      | C     | 16 luglio 1990    | Turchia              |
| 10 | Denise Hanke     | P     | 31 agosto 1989    | Germania             |
| 11 | Buse Kayakan     | L     | 15 luglio 1992    | Turchia              |
| 12 | Esra Gümüş       | S     | 2 ottobre 1982    | Turchia              |
| 13 | Christa Harmotto | C     | 12 ottobre 1986   | Stati Uniti          |
| 14 | Arelya Karasoy   | P     | 14 dicembre 1996  | Turchia              |
| 15 | Şeyma Ercan      | S     | 5 luglio 1994     | Turchia              |
| 16 | Helena Havelková | S     | 25 luglio 1988    | Rep. Ceca            |
| 17 | Neslihan Demir   | O     | 9 dicembre 1983   | Turchia              |
| 18 | Maja Poljak      | C     | 2 maggio 1983     | Croazia              |

## Mercato
| Acquisti | Acquisti         | Acquisti         | Acquisti   |
| R.       | Nome             | da               | Modalità   |
| -------- | ---------------- | ---------------- | ---------- |
| C        | Hande Baladın    | giovanili        | definitivo |
| C        | Selin Uygur      | Yeşilyurt        | definitivo |
| S        | Wang Yimei       | Liaoning         | definitivo |
| P        | Denise Hanke     | Schweriner       | definitivo |
| C        | Christa Harmotto | Universal Modena | definitivo |
| P        | Arelya Karasoy   | TVF Spor Lisesi  | definitivo |
| S        | Şeyma Ercan      | Beşiktaş         | definitivo |
| S        | Helena Havelková | Dinamo Krasnodar | definitivo |
| C        | Andressa Picussa | Pinheiros        | definitivo |

| Cessioni | Cessioni            | Cessioni         | Cessioni   |
| R.       | Nome                | a                | Modalità   |
| -------- | ------------------- | ---------------- | ---------- |
| C        | Aleksandra Petrović | Știința Bacău    | definitivo |
| S        | Ljubov' Sokolova    | Dinamo Krasnodar | definitivo |
| S        | Melis Durul         | Sarıyer          | prestito   |
| P        | Özge Kırdar         | Dąbrowa Górnicza | definitivo |
| S        | Gözde Yılmaz        | Sarıyer          | prestito   |
| C        | Ceylan Arısan       | Sarıyer          | prestito   |

## Risultati

### Voleybol 1. Ligi

#### Regular season

##### Andata
| 1ª giornata - 20 ottobre 2013 BJK Akatlar Arena, Istanbul                     | Beşiktaş   | 0 - 3 | Eczacıbaşı  | 19-25, 18-25, 18-25               |
| 2ª giornata - 27 ottobre 2013 Eczacıbaşı Spor Salonu, Istanbul                | Eczacıbaşı | 3 - 0 | Ereğli      | 25-10, 25-16, 25-16               |
| 3ª giornata - 3 novembre 2013 Yeşilyurt Spor Salonu, Istanbul                 | Yeşilyurt  | 0 - 3 | Eczacıbaşı  | 6-25, 11-25, 10-25                |
| 4ª giornata - 7 novembre 2013 Eczacıbaşı Spor Salonu, Istanbul                | Eczacıbaşı | 0 - 3 | VakıfBank   | 22-25, 17-25, 20-25               |
| 5ª giornata - 10 novembre 2013 Başkent Voleybol Salonu, Ankara                | İlbank     | 0 - 3 | Eczacıbaşı  | 11-25, 14-25, 21-25               |
| 6ª giornata - 13 novembre 2013 Eczacıbaşı Spor Salonu, Istanbul               | Eczacıbaşı | 3 - 1 | Bursa BB    | 25-12, 23-25, 25-16, 25-15        |
| 7ª giornata - 17 novembre 2013 Bahçeköy Orman Fakültesi Spor Salonu, Istanbul | Sarıyer    | 0 - 3 | Eczacıbaşı  | 24-26, 17-25, 17-25               |
| 8ª giornata - 24 novembre 2013 Eczacıbaşı Spor Salonu, Istanbul               | Eczacıbaşı | 3 - 0 | Halkbank    | 25-22, 25-19, 25-23               |
| 9ª giornata - 30 novembre 2013 Anafartalar Spor Salonu, Çanakkale             | Çanakkale  | 0 - 3 | Eczacıbaşı  | 13-25, 21-25, 20-25               |
| 10ª giornata - 8 dicembre 2013 Eczacıbaşı Spor Salonu, Istanbul               | Eczacıbaşı | 2 - 3 | Galatasaray | 25-22, 25-18, 23-25, 17-25, 8-15  |
| 11ª giornata - 14 dicembre 2013 Burhan Felek Spor Salonu, Istanbul            | Fenerbahçe | 3 - 2 | Eczacıbaşı  | 25-20, 22-25, 25-21, 20-25, 15-11 |

##### Ritorno
| 12ª giornata - 11 gennaio 2014 Eczacıbaşı Spor Salonu, Istanbul        | Eczacıbaşı  | 2 - 3 | Beşiktaş   | 17-25, 22-25, 25-19, 25-15, 11-15 |
| 13ª giornata - 23 gennaio 2014 Ereğli Atatürk Spor Salonu, Konya       | Ereğli      | 0 - 3 | Eczacıbaşı | 18-25, 21-25, 15-25               |
| 14ª giornata - 26 gennaio 2014 Eczacıbaşı Spor Salonu, Istanbul        | Eczacıbaşı  | 3 - 1 | Yeşilyurt  | 27-25, 25-15, 19-25, 25-12        |
| 15ª giornata - 1 febbraio 2014 Burhan Felek Spor Salonu, Istanbul      | VakıfBank   | 3 - 2 | Eczacıbaşı | 25-20, 25-18, 22-25, 22-25, 15-11 |
| 16ª giornata - 9 febbraio 2014 Eczacıbaşı Spor Salonu, Istanbul        | Eczacıbaşı  | 3 - 1 | İlbank     | 25-9, 18-25, 25-19, 26-24         |
| 17ª giornata - 16 febbraio 2014 Cengiz Göllü Kapalı Spor Salonu, Bursa | Bursa BB    | 0 - 3 | Eczacıbaşı | 21-25, 14-25, 22-25               |
| 18ª giornata - 22 febbraio 2014 Eczacıbaşı Spor Salonu, Istanbul       | Eczacıbaşı  | 3 - 0 | Sarıyer    | 25-22, 25-12, 25-16               |
| 19ª giornata - 1 marzo 2014 Başkent Voleybol Salonu, Ankara            | Halkbank    | 0 - 3 | Eczacıbaşı | 22-25, 24-26, 14-25               |
| 20ª giornata - 8 marzo 2014 Eczacıbaşı Spor Salonu, Istanbul           | Eczacıbaşı  | 3 - 1 | Çanakkale  | 25-21, 25-14, 21-25, 25-23        |
| 21ª giornata - 11 marzo 2014 Burhan Felek Spor Salonu, Istanbul        | Galatasaray | 1 - 3 | Eczacıbaşı | 20-25, 25-22, 17-25, 15-25        |
| 22ª giornata - 20 marzo 2014 Eczacıbaşı Spor Salonu, Istanbul          | Eczacıbaşı  | 2 - 3 | Fenerbahçe | 21-25, 27-25, 22-25, 25-16, 23-25 |

#### Play-off
| Quarti di finale (gara 1) - 2 aprile 2014 Başkent Voleybol Salonu, Ankara    | İlbank     | 0 - 3 | Eczacıbaşı | 22-25, 22-25, 16-25        |
| Quarti di finale (gara 2) - 5 aprile 2014 Burhan Felek Spor Salonu, Istanbul | Eczacıbaşı | 3 - 1 | İlbank     | 25-19, 25-27, 25-14, 25-15 |
| Semifinali (gara 1) - 17 aprile 2014 Burhan Felek Spor Salonu, Istanbul      | Eczacıbaşı | 1 - 3 | Fenerbahçe | 21-25, 25-22, 22-25, 24-26 |
| Semifinali (gara 2) - 20 aprile 2014 Burhan Felek Spor Salonu, Istanbul      | Fenerbahçe | 3 - 1 | Eczacıbaşı | 25-21, 25-16, 20-25, 25-17 |

### Coppa di Turchia

#### Fase a eliminazione diretta
| Quarti di finale (andata) - 30 gennaio 2014 Cengiz Göllü Kapalı Spor Salonu, Bursa | Bursa BB   | 1 - 3 | Eczacıbaşı  | 22-25, 18-25, 25-22, 24-26       |
| Quarti di finale (ritorno) - 5 marzo 2014 Eczacıbaşı Spor Salonu, Istanbul         | Eczacıbaşı | 3 - 0 | Bursa BB    | 25-18, 25-16, 25-23              |
| Final-4 (gara 1) - 11 aprile 2014 İzmir Atatürk Spor Salonu, Smirne                | Fenerbahçe | 3 - 2 | Eczacıbaşı  | 18-25, 25-11, 25-27, 25-18, 15-7 |
| Final-4 (gara 2) - 12 aprile 2014 İzmir Atatürk Spor Salonu, Smirne                | Eczacıbaşı | 0 - 3 | VakıfBank   | 19-25, 22-25, 25-27              |
| Final-4 (gara 3) - 13 aprile 2014 İzmir Atatürk Spor Salonu, Smirne                | Eczacıbaşı | 3 - 1 | Galatasaray | 25-22, 13-25, 25-19, 25-21       |

### Supercoppa turca

#### Fase a eliminazione diretta
| Finale - 2 ottobre 2013 Başkent Voleybol Salonu, Ankara | VakıfBank | 3 - 2 | Eczacıbaşı | 22-25, 25-21, 25-14, 21-25, 15-5 |

### Champions League

#### Fase a gironi
| 1ª giornata - 24 ottobre 2013 Burhan Felek Spor Salonu, Istanbul  | Eczacıbaşı | 3 - 0 | Prostějov  | 25-17, 25-15, 25-16        |
| 2ª giornata - 30 ottobre 2013 Arena Schwerin, Schwerin            | Schweriner | 0 - 3 | Eczacıbaşı | 21-25, 18-25, 23-25        |
| 3ª giornata - 28 novembre 2013 Burhan Felek Spor Salonu, Istanbul | Eczacıbaşı | 3 - 0 | RC Cannes  | 26-24, 25-21, 25-23        |
| 4ª giornata - 5 dicembre 2013 Palais des Victoires, Cannes        | RC Cannes  | 0 - 3 | Eczacıbaşı | 18-25, 21-25, 20-25        |
| 5ª giornata - 11 dicembre 2013 Burhan Felek Spor Salonu, Istanbul | Eczacıbaşı | 3 - 0 | Schweriner | 25-15, 25-17, 25-15        |
| 6ª giornata - 17 dicembre 2013 Sportcentrum, Prostějov            | Prostějov  | 1 - 3 | Eczacıbaşı | 25-17, 26-28, 19-25, 23-25 |

#### Fase ad eliminazione diretta
| Play-off a 12 (andata) - 16 gennaio 2014 Sala del Centenario, Sopot              | Atom Trefl Sopot | 0 - 3 | Eczacıbaşı       | 21-25, 20-25, 22-25        |
| Play-off a 12 (ritorno) - 22 gennaio 2014 Burhan Felek Spor Salonu, Istanbul     | Eczacıbaşı       | 3 - 1 | Atom Trefl Sopot | 16-25, 25-21, 25-21, 25-20 |
| Play-off a 6 (andata) - 6 febbraio 2014 Blinov Sports and Concerts Complex, Omsk | Omička           | 1 - 3 | Eczacıbaşı       | 17-25, 27-29, 25-22, 21-25 |
| Play-off a 6 (andata) - 12 febbraio 2014 Burhan Felek Spor Salonu, Istanbul      | Eczacıbaşı       | 3 - 0 | Omička           | 25-19, 25-21, 25-16        |
| Semifinale - 15 marzo 2014 Crystal Hall, Baku                                    | VakıfBank        | 3 - 1 | Eczacıbaşı       | 25-19, 19-25, 25-22, 25-17 |
| Finale 3º posto- 16 marzo 2014 Crystal Hall, Baku                                | Rabitə Baku      | 3 - 0 | Eczacıbaşı       | 25-21, 25-12, 27-25        |

## Statistiche

### Statistiche di squadra
| Competizione     | Punti | In casa | In casa | In casa | In trasferta | In trasferta | In trasferta | Totale | Totale | Totale |
| Competizione     | Punti | G       | V       | P       | G            | V            | P            | G      | V      | P      |
| ---------------- | ----- | ------- | ------- | ------- | ------------ | ------------ | ------------ | ------ | ------ | ------ |
| Voleybol 1. Ligi | 55,5  | 11      | 7       | 4       | 11           | 9            | 2            | 24     | 17     | 9      |
| Coppa di Turchia | -     | 1       | 1       | 0       | 1            | 1            | 0            | 5      | 3      | 2      |
| Supercoppa turca | -     | -       | -       | -       | -            | -            | -            | 1      | 0      | 1      |
| Champions League | 18    | 5       | 5       | 0       | 5            | 5            | 0            | 12     | 5      | 7      |
| Totale           | -     | 17      | 13      | 4       | 17           | 15           | 2            | 42     | 25     | 19     |

G = partite giocate; V = partite vinte; P = partite perse

### Statistiche dei giocatori
| Giocatore    | Campionato | Campionato | Campionato | Campionato | Campionato | Coppa di Turchia | Coppa di Turchia | Coppa di Turchia | Coppa di Turchia | Coppa di Turchia | Champions League | Champions League | Champions League | Champions League | Champions League |
| Giocatore    | P          | PT         | AV         | MV         | BV         | P                | PT               | AV               | MV               | BV               | P                | PT               | AV               | MV               | BV               |
| ------------ | ---------- | ---------- | ---------- | ---------- | ---------- | ---------------- | ---------------- | ---------------- | ---------------- | ---------------- | ---------------- | ---------------- | ---------------- | ---------------- | ---------------- |
| H. Baladın   | 7          | 7          | 7          | 0          | 0          | 1                | 9                | 5                | 3                | 1                | -                | -                | -                | -                | -                |
| B. Cansu     | 26         | 219        | 120        | 60         | 39         | 5                | 37               | 19               | 14               | 4                | 10               | 46               | 26               | 10               | 10               |
| N. Demir     | 18         | 291        | 239        | 13         | 39         | 5                | 68               | 56               | 4                | 8                | 12               | 204              | 159              | 12               | 33               |
| Ş. Ercan     | 26         | 95         | 62         | 17         | 16         | 5                | 3                | 2                | 0                | 1                | 9                | 12               | 9                | 3                | 0                |
| E. Gümüş     | 25         | 279        | 239        | 29         | 11         | 5                | 52               | 43               | 7                | 2                | 12               | 135              | 118              | 17               | 0                |
| D. Hanke     | 12         | 49         | 28         | 4          | 17         | 1                | 6                | 3                | 0                | 3                | 10               | 36               | 24               | 6                | 6                |
| C. Harmotto  | 1          | 15         | 9          | 6          | 0          | -                | -                | -                | -                | -                | 2                | 6                | 2                | 4                | 0                |
| H. Havelková | 8          | 57         | 48         | 6          | 3          | 2                | 0                | 0                | 0                | 0                | 3                | 11               | 9                | 1                | 1                |
| A. Karakoyun | 26         | 52         | 15         | 17         | 20         | 6                | 11               | 1                | 8                | 2                | 10               | 10               | 2                | 6                | 2                |
| A. Karasoy   | 7          | 2          | 0          | 0          | 2          | 1                | 0                | 0                | 0                | 0                | -                | -                | -                | -                | -                |
| B. Kayakan   | 22         | 1          | 1          | 0          | 0          | 4                | 0                | 0                | 0                | 0                | 8                | 0                | 0                | 0                | 0                |
| G. Kayalar   | 22         | 0          | 0          | 0          | 0          | 5                | 0                | 0                | 0                | 0                | 12               | 0                | 0                | 0                | 0                |
| A. Özdemir   | 3          | 5          | 0          | 4          | 1          | -                | -                | -                | -                | -                | -                | -                | -                | -                | -                |
| A. Picussa   | 3          | 22         | 13         | 5          | 4          | -                | -                | -                | -                | -                | 5                | 24               | 13               | 8                | 3                |
| M. Poljak    | 20         | 278        | 175        | 78         | 25         | 5                | 56               | 37               | 18               | 1                | 12               | 129              | 69               | 47               | 13               |
| S. Ušić      | 25         | 237        | 198        | 24         | 15         | 5                | 66               | 55               | 9                | 2                | 12               | 86               | 69               | 13               | 4                |
| S. Uygur     | 2          | 0          | 0          | 0          | 0          | -                | -                | -                | -                | -                | -                | -                | -                | -                | -                |
| Wang Y.      | 6          | 71         | 58         | 4          | 9          | 2                | 4                | 3                | 1                | 0                | 4                | 6                | 4                | 2                | 0                |
| N. Yıldırım  | 2          | 0          | 0          | 0          | 0          | -                | -                | -                | -                | -                | -                | -                | -                | -                | -                |

P = presenze; PT = punti totali; AV = attacchi vincenti; MV = muri vincenti; BV = battute vincenti

NB: Non sono disponibili i dati relativi alla Supercoppa turca e, di conseguenza, quelli totali.